# 꺼우저이군

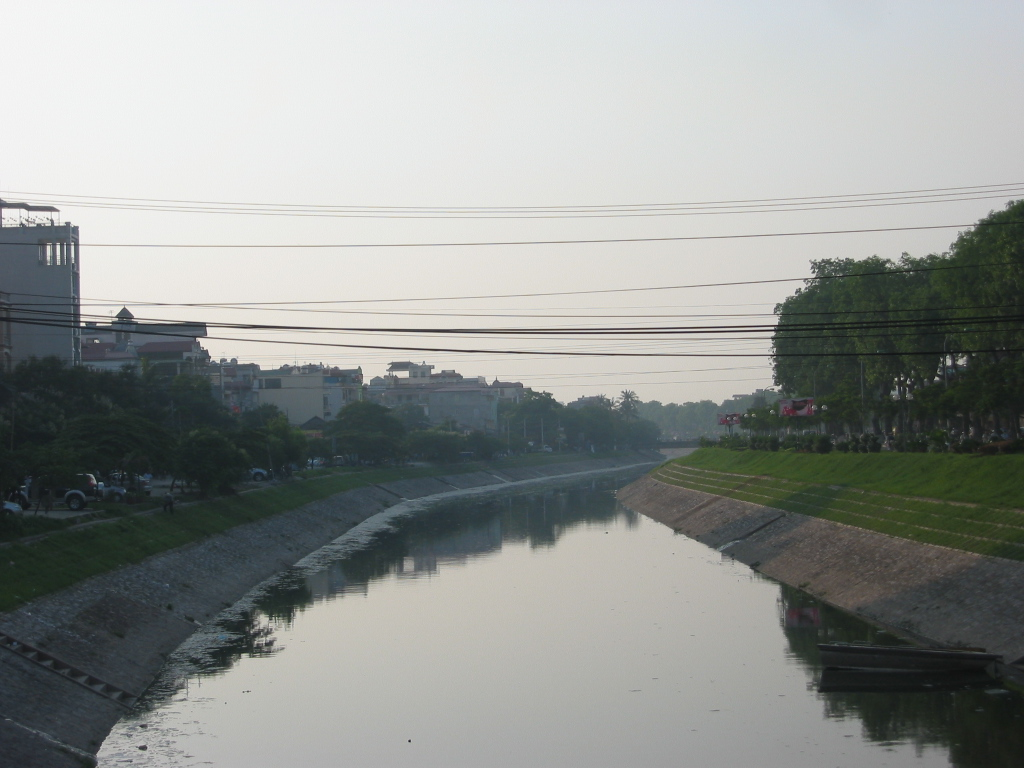
꺼이저우에 있는 또릭 강

꺼우저이군(Quận Cầu Giấy / 郡梂紙)은 베트남 하노이의 행정 구역이다. 1997년 베트남 정부령에 의해 신설되었다. 2010년을 기준으로 인구는 236,981명이며, 면적은 12.04km2이다.
이곳은 19세기에 프랑스군과 유서깊은 다리의 이름을 딴 유명한 〈꺼우저이 전투〉(종이 다리 전투)가 일어났던 현장이다. 꺼우저이군은 많은 새로운 도시 개발이 진행되었다. 경남기업이 추진했던 경남 하노이 랜드마크 타워가 있으며, 현재는 AON에 매각되어 AON 하노이 랜드마크 타워가 되었다. 쩡호아 프엉의 남부에 일부가 걸쳐 있는 쩡호아-년찡은 도시의 새로운 상업중심지로 부상하고 있다.

## 행정구역
꺼우저이군은 8개의 프엉을 관할하고 있다.
- 응이어도 (Nghĩa Đô /義都)
- 꽌호아 (Quan Hoa /關花)
- 직봉 (Dịch Vọng /驛望)
- 직봉허우 (Dịch Vọng Hậu /驛望後)
- 쩡호아 (Trung Hoà /忠和)
- 응이어떤 (Nghĩa Tân / 義新)
- 마이직 (Mai Dịch / 枚驛)
- 옌호아 (Yên Hòa /安和)

## 주요 대로
- 꺼우저이 거리(Đường Cầu Giấy)는 또릭 강 북서쪽의 낌마 거리(Kim Mã Street)와 라타인 거리(La Thành Street)의 교차로에서 응우옌 퐁삭 거리의 교차로까지 이어지는 1.8km 길이의 도로이다. 거리는 쑤언투이(Xuân Thủy)라는 이름으로 서쪽으로 계속 이어져 결국 32번 도로가 된다. 꺼우저이 대로는 뜨리엠현에 있었고, 선떠이로 가는 길의 일부로 농지를 통과했었다. 1998년 1월에 꺼우저이(Cầu Giấy)의 옛 마을을 기념하여 현재의 이름을 받았다.[3][4]

- 추아하 거리 (Đường Chùa Hà)
- 호앙다오 터이 거리 (Đường Hoàng Đạo Thúy)
- 호앙민지엄 거리 (Đường Hoàng Minh Giám)
- 호앙꾸옥비엣 거리 (Đường Hoàng Quốc Việt)

## 교육
- 하노이한국국제학교
- 하노이 베트남 국립대학교
- 하노이 외국어 국립대학교
- 베트남 국립대학교 공과대학
- 하노이 암스테르담 고등학교
- 하노이 국립 교육대학교 부속 영재고등학교
- 베트남 국방대학